# Гарденс-оф-Стоун
Гарденс-оф-Стоун (англ. Gardens of Stone; с англ. — «Сады камней») — национальный парк в Австралии, в штате Новый Южный Уэльс.

## Описание
Парк расположен в регионе Центральные плоскогорья, является частью Большого Водораздельного хребта.
Площадь парка составляет 150,8 км². Ближайший город — Литгоу, находящийся в 30 километрах.
Своё название, «Сады камней», парк получил из-за того, что на его территории встречаются необычные скальные образования, напоминающие пагоды. Также имеются живописные утёсы, каньоны, есть пещера под названием «Тоннель светлячков». Встречаются такие довольно редкие природные образования как известняковые выходы, карст и возвышенные болота.
Западная граница парка — шоссе Каслрей, северная — автодорога Глен-Дэвис, с востока Гарденс-оф-Стоун граничит с национальным парком Уоллеми, южная граница — лес Ньюнес, долина Волган и лес Волган. На окраинах парка расположены маленькие поселения Каперти, Бен-Баллен и Глен-Дэвис, имеющие население по 100—150 человек.

### Флора и фауна
Учёными в парке зарегистрировано 423 вида растений в трёх десятках различных растительных сообществ. Бо́льшая часть парка покрыта открытым лесом или редколесьем, в котором преобладают эвкалипты. В западной части парка растут «железные берёзы» (eucalyptus fibrosa и eucalyptus crebra) и эвкалипт мёдопахнущий, образующие лесные массивы на глинистом суглинке и являющиеся средой обитания редких птиц вида бородавчатый медосос и лазурный травяной попугайчик.

В юго-западной части парка лесные массивы эвкалипта белого, в восточной — леса́ из eucalyptus rossii и eucalyptus sparsifolia.

## История
Регион плато Ньюнес было предложено сделать природоохранной территорией ещё в 1932 году, однако дальше разговоров тогда дело не пошло. В 1979 году был образован национальный парк Уоллеми, и эта тема снова была поднята. Ассоциация национальных парков в 1984 году предложила расширить Уоллеми на запад, что вылилось в подробный план о создании нового национального парка площадью 18 030 гектаров в 1993 году. Предложение было принято, и 30 ноября 1994 года состоялось открытие Гарденс-оф-Стоун. Поначалу он занимал площадь лишь 11 780 гектаров, не считая районов, содержащих залежи угля. Позднее площадь парка достигла нынешних 15 080 гектаров (150,8 км²).
в 2000 году Гарденс-оф-Стоун был включён в список Всемирного наследия ЮНЕСКО как часть Системы национальных парков в Голубых Горах.

## Галерея

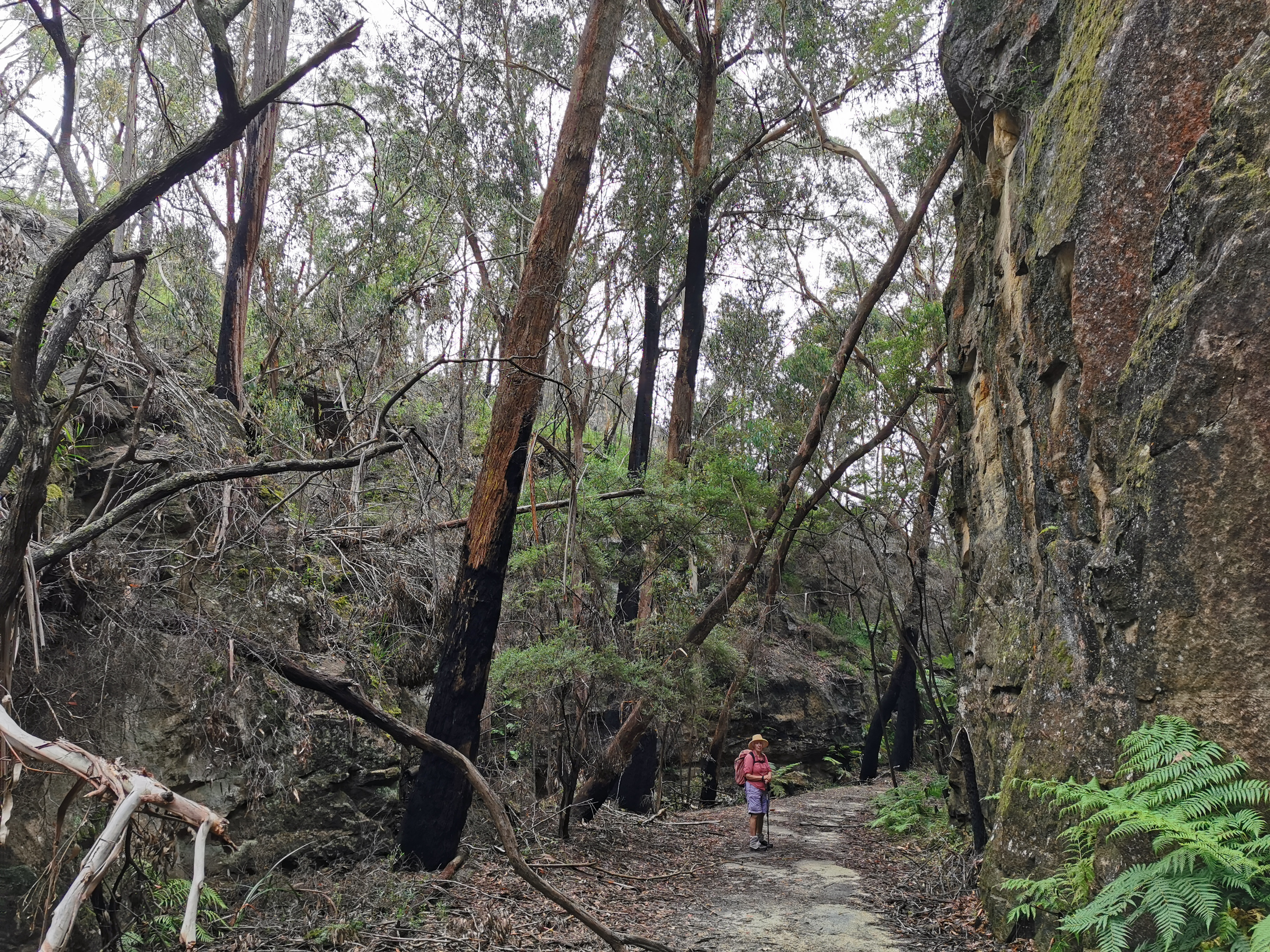
В парке
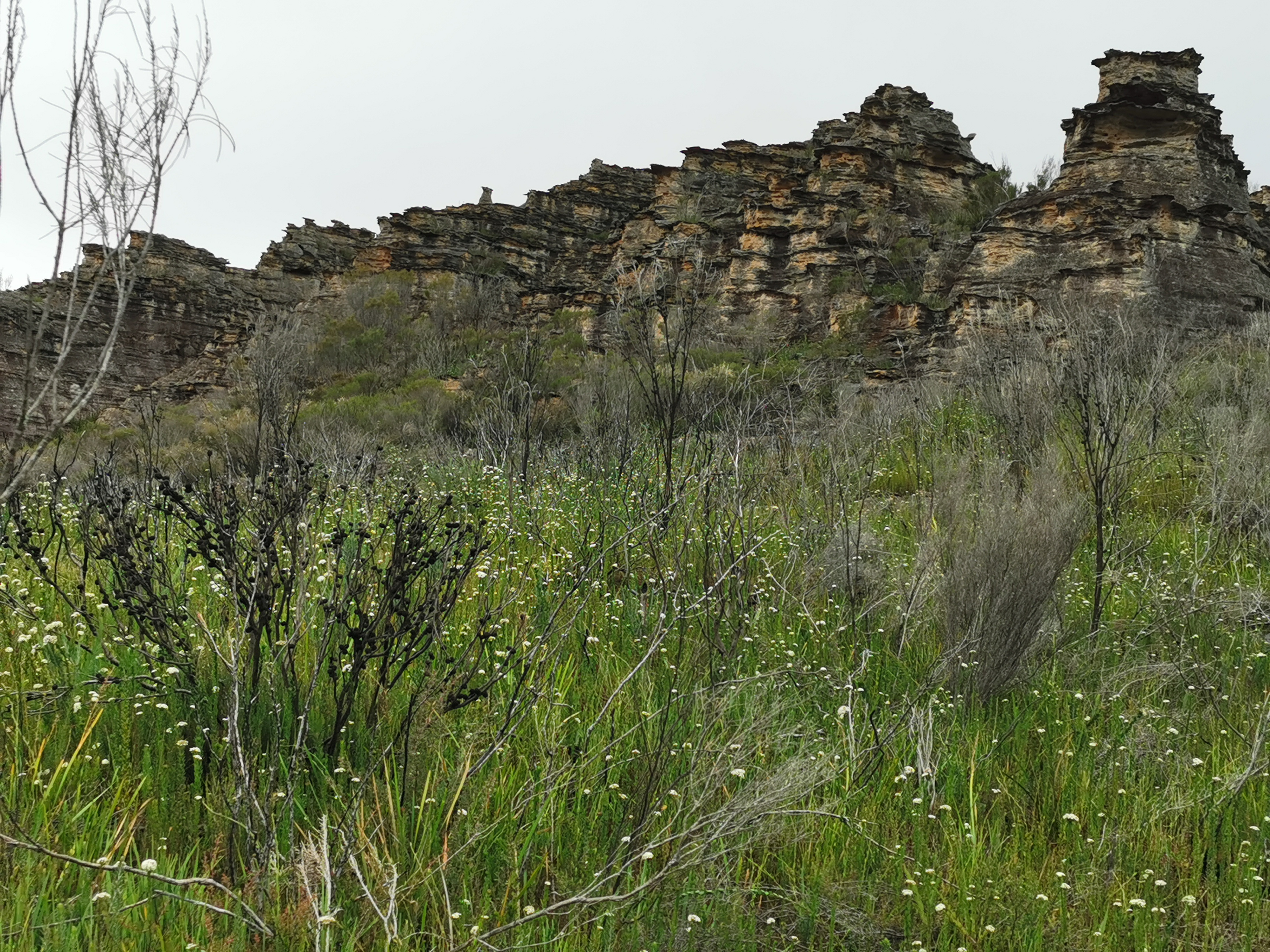
«Пагоды»
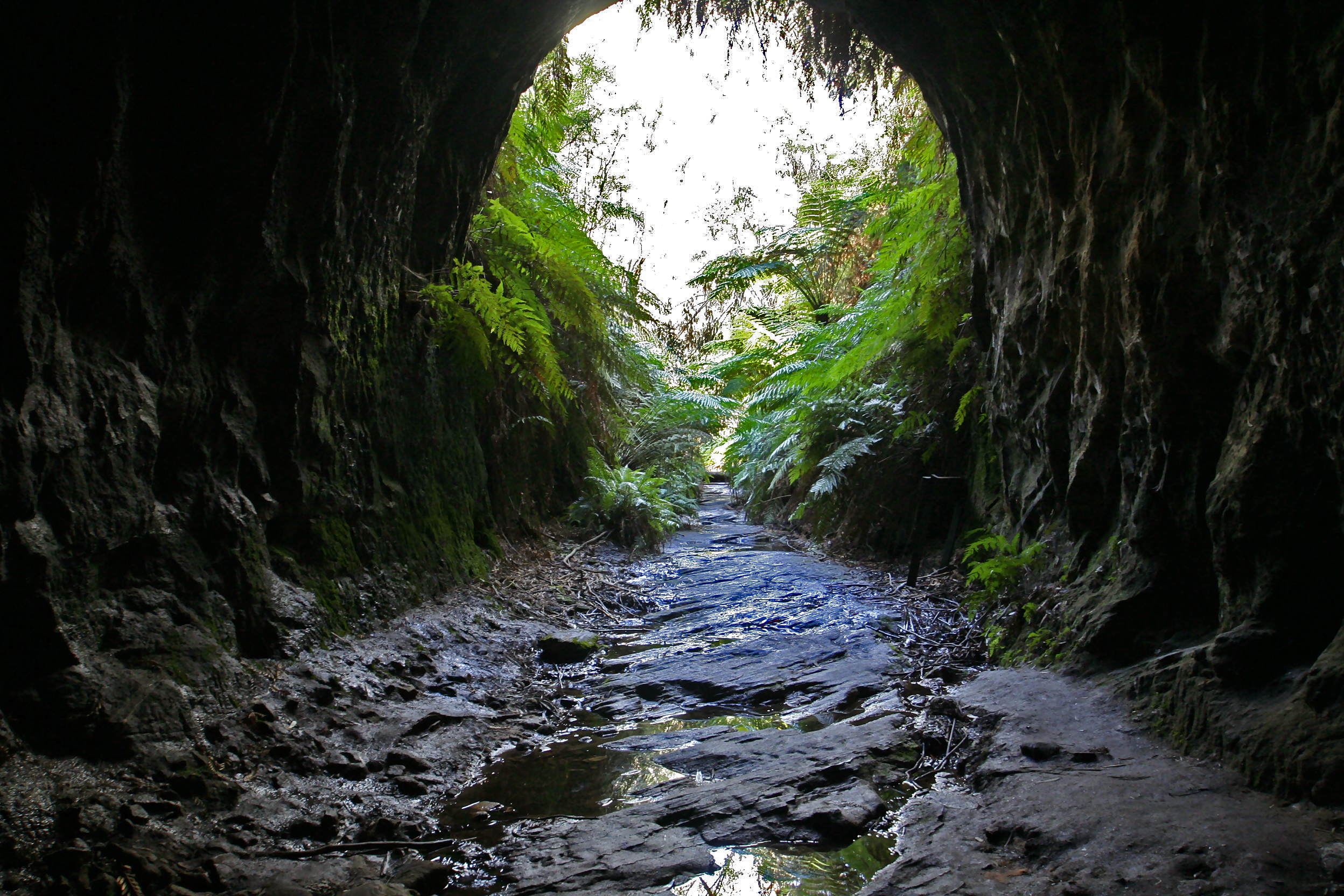
«Тоннель светлячков»